# Uno Strömblad
Uno Oskar Edvin Strömblad, född 10 april 1891 i Stockholm, död 25 november 1962 i Adolf Fredriks församling, Stockholm, var en svensk vissångare och visforskare.
Strömblad drev en egen rörelse, en bilelektrisk firma, på Södermalm i Stockholm, men ägnade sig under hela livet åt visforskning och samlade in mängder av gamla visor. Han kom från Svenskt visarkivs tillkomst 1951 att fungera som en viktig kunskapsresurs ifråga om gamla visor. Han trakterade många instrument: gitarr, luta, cittra, mandolin, fiol, piano och orgel. Han medverkade som vissångare i radio liksom i Samfundet Visans vänner, där han tidigt blev ledamot.
Strömblad är begravd på Norra begravningsplatsen utanför Stockholm.